# Sezóna v pekle
Sezóna v pekle (fr. Une saison en enfer) je rozsáhlá báseň v próze, kterou napsal a v roce 1873 vydal francouzský básník Arthur Rimbaud. Je to jediné dílo, které vydal sám Rimbaud. Kniha měla značný vliv na pozdější umělce a básníky, včetně surrealistů.

## Historie sepsaní a vydání
Rimbaud začal psát báseň v dubnu 1873 během návštěvy farmy své rodiny v Roche poblíž Charleville na francouzsko-belgických hranicích. Podle Bertranda Mathieua napsal Rimbaud dílo ve zchátralé stodole. V následujících týdnech Rimbaud cestoval s básníkem Paulem Verlainem po Belgii a odtud do Londýna. S komplikovaným homosexuálním vztahem začali na jaře 1872 a často se hádali. Podle některých zdrojů, se Rimbaud během prvního pobytu v Londýně v září 1872 změnil z pijáka absintu na kuřáka opia a pijáka ginu a piva, což mělo vliv na některé halucinogenní části básně.
Verlaine se také často opíjel a měl záchvaty sebevražedného chování. Když mu Rimbaud v Bruselu v červenci 1873 oznámil, že plánuje odejít, vypálil Verlaine ze svého revolveru dvě rány a jednou Rimbauda zranil. Po následných hrozbách Rimbaudovi násilím byl Verlaine zatčen a uvězněn na dva roky. Po jejich rozchodu se Rimbaud vrátil domů, aby dokončil práci a vydal ji pod názvem Sezóna v pekle. Protože však jeho pověst utrpěla vztahem s Verlainem, dílo získalo negativní recenze a bylo pařížskými uměleckými a literárními kruhy odmítnuto. V hněvu Rimbaud spálil své rukopisy a pravděpodobně úplně přestal psát poezii. 
Báseň byla od samotného Rimbauda datována dubnem až srpnem 1873, což je ovšem pouze fáze dokončení díla.

## Obsah
Báseň v próze je volně rozdělena do devíti různě dlouhých částí, které se výrazně liší tónem a srozumitelností vyprávění. Text je však zpětně dobře a záměrně upravený a revidovaný, což jasně vynikne, pokud porovnáme finální verzi s předchozími verzemi.
- Úvod (někdy nazvaný prvním řádkem: „Pokud se dobře pamatuji...“ ) – uvádí příběh jako „stránky z deníku zatracené duše“.
- Zlá krev (Mauvais sang) – popisuje galský původ vypravěče a jeho předpokládaný účinek na jeho morálku a štěstí.
- Noc v pekle (Nuit de l'enfer) – zdůrazňuje okamžik smrti vypravěče a vstupu do pekla.
- Delirium I: Pošetilá panna – Pekelný manžel (Délires I : Vierge folle – L'Époux infernal) – tato část se skládá z příběhu muže (Verlaine), zotročeného jeho „pekelným ženichem“ (Rimbaud), který ho podvedl a lákal jeho lásku falešnými sliby. Je to transparentní alegorie na jeho vztah s Verlainem.
- Delirium II: Alchymie slova (Délires II : Alchimie du verbe) – do příběhu vstupuje vypravěč a vysvětlí své vlastní falešné naděje a zlomené sny. Tato část je rozdělena jasněji a obsahuje mnoho veršovaných sekcí (z nichž většina jsou jednotlivé básně z pozdějšího období „Derniers vers“ nebo „Vers Nouveaux et chansons“). Zde Rimbaud pokračuje v rozvíjení své teorie poezie, která začala jeho „Lettres du Voyant “ („Dopisy věštce “), ale nakonec považuje celou snahu za neúspěch.
- Nemožné (L'impossible) – tato část je vágní, ale lze v ní vidět pokus vypravěče o únik z pekla.
- Záblesk (L'éclair) – rezignovaný a fatalistický tón naznačuje kapitulaci vypravěče.
- Ráno (Matin) – tato krátká část slouží jako závěr, kde vypravěč tvrdí, že „završil svou zprávu o pekle“ a „už nemůže ani mluvit“.
- Sbohem (Adieu) – tato část se zmiňuje o změně ročních období, od podzimu do jara. Zdá se, že vypravěč se během své cesty peklem stal sebevědomějším a silnějším a prohlašuje, že „mu bude dopřáno zmocnit se pravdy duší i tělem“.

## Výklad
Bernard Mathieu popisuje Sezónu v pekle jako „strašně tajemnou báseň“ a „brilantně téměř hysterickou hádku mezi básníkem a jeho alter egem“. V surrealistickém vyprávění identifikuje dva hlasy: „dvě oddělené části Rimbaudovy schizoidní osobnosti „já“, které je věštcem/básníkem, a „já“, které je neuvěřitelně tvrdým rolnickým synem vdovy Rimbaudové. Jeden hlas je divoce zamilovaný do zázraku světla a dětství, druhému připadají všichni tyto literární výstřelky poněkud prokleté a „idiotské“.
Podle úvodu Wallace Fowlieho, který napsal k svému překladu pro University of Chicago, „závěrečnou lekcí“ tohoto „komplexního“ a „problematického“ textu je, že „poezie je jedním ze způsobů, který může změnit a obnovit život. Poezie je jednou z možných etap v životním procesu. V mezích osudu člověka je básnický jazyk schopen vyjádřit jeho existenci, aniž je schopen ji vytvořit.“
Podle Mathieua spočívá potíž se Sezónou v pekle v tom, že ukazuje pouze jednu cestu: odkud a kam vede. Největším zdrojem básníkovy frustrace, stejně jako u každé důležité básně, je poznání, že je nemožné, aby kdokoli z nás unikl stanoveným limitům, které nám ukládá „realita“.
Wallace v roce 1966 v citované práci uvádí, že „(Sezóna v pekle) svědčí o moderní vzpouře a druhu osvobození, které následuje po vzpouře“.
Anglický překlad knihy napsal Henry Miller, který také publikoval esej o autorovi a jeho knize s názvem The Time of the Assassins.

## Překlady do češtiny
Jako Pobyt v pekle přeložil báseň v roce 1910 Josef Marek.
V roce 1991 vydal Supraphon překlad Petra Skarlanta.
Nejnovější překlad (2000, 2004, 2014) pochází od Aleše Pohorského.

## V populární kultuře
- Francouzský básník a skladatel Léo Ferré zhudebnil, zpíval a recitoval celou báseň na albu Une saison en enfer (1991).
- Ve filmu Pollock (2000) čte Lee Krasner (v podání Marcii Gay Harden) citát ze Sezóny v pekle, napsaný na zeď jejího studia, když poprvé přijme návštěvu Jacksona Pollocka (v podání Eda Harrise)

- Autor Tom Robbins napsal knihu s názvem Fierce Invalids Home from Hot Climates (2000). Tento titul je řádkem ze Sezóny v pekle. („Les femmes soignent ces féroces infirmes retour des pays chauds.“)
- Poslední píseň amerického vydání Mobyho čtvrtého alba Animal Rights (1996), je pojmenována po Sezóně v pekle. Kromě toho jeho album Last Night (2008) zahrnuje skladbu „Hyeny“, ve které ženský hlas čte prvních několik řádků Sezóny v pekle ve francouzštině.
- Sezóna v pekle byla několikrát citována v albu Pretty. Odd. (2008) podle Panic! at the Disco.